# Batalla de Cadzand
La batalla de Cadzand va ser una escaramussa entre anglesos i flamencs el novembre de 1337 als voltants de la vila costanera de Cadzand. L'assalt va provocar el contraatac dels flamencs que van dur al camp de batalla tota la seva guarnició, i la victòria anglesa va reforçar la moral de les tropes, mentre Eduard III d'Anglaterra va aconseguir el reconeixement i el respecte dels seus aliats, que necessitava per començar la seva particular guerra contra França.

## Antecedents
El principi de la Guerra dels Cent Anys no havia començat amb bon peu per Eduard III d'Anglaterra. La inseguretat i vacil·lació dels seus supòsits aliats, el Sacre Imperi i els Països Baixos, havien endarrerit considerablement la invasió anglesa de França. A més, ineficàcies en la Gascunya anglesa també havien fet fluctuar un possible atac des d'aquesta regió. Per si això no fos poc, la flota d'Eduard III encara estava sent construïda en els ports del sud d'Anglaterra mentre l'economia del país es veia en perill a causa dels pagaments de grans estipendis a altres països d'Europa.
Per tot això, el monarca anglès necessitava una decisiva victòria abans d'avançar cap a França que aixequés la moral no només de les tropes, sinó també d'un país en crisi. Per a això, va enviar a Walter Manny que liderés l'avantguarda del seu exèrcit que esperava ordres a Hainaut i que assaltés, amb una petita flota, l'illa de Cadzand, en aquell moment territori del comtat de Flandes, una mena d'estat autònom del Regne de França.

## Cadzand
La vila de Cadzand estava situada en una illa fangosa i acollia a diverses famílies de pescadors. La presa de la ciutat se semblava aleatòria, ja que el seu saqueig no proporcionaria grans fortunes ni tampoc era un lloc estratègic. L'única justificació de per què els anglesos van atacar la ciutat ve donada per la seva proximitat a la rica Flandes i l'important port de Sluis que anys després serà testimoni d'una gran batalla.
Eduard III d'Anglaterra pretenia que la caiguda de Cadzand servís d'esquer perquè els flamencs traguessin tota la guarnició de Sluys i deixessin a la ciutat desprotegida. Walter Manny va acatar les ordres de monarca després d'un intent fallit en atacar Sluys el 9 de novembre de 1337. Els 3.500 soldats i mariners van ser llavors conduïts fins Cadzand on van massacrar, van violar, van fer pillatge i saquejar gairebé sense descans.
La guarnició de Sluys, comandada per Guy de Flandes, el fill bastard de Lluís I de Flandes aviat va sortir en ajuda dels infeliços pesquers de l'illa per fer front a l'exèrcit deWalter Manny. No obstant això, aquest ja estava previngut de les intencions dels flamencs i va apostar els seus homes en una perfecta posició defensiva que va aconseguir derrotar les tropes flamenques en poc temps, possiblement mitjançant l'ús massiu de l'arc llarg anglès. Només un grapat d'homes flamencs van aconseguir escapar i tornar a Sluys, però Guy, juntament amb altres generals flamencs, va ser capturat.

## Conseqüències
La batalla no va tenir grans efectes i els anglesos van abandonar l'illa poc després. Els aliats d'Anglaterra van resultar impressionats per la clara victòria mentre que la por s'apoderava de les fronteres de França, inclòs el seu monarca, Felip VI de França, que estava convençut que entre els flamencs havien diversos traïdors i, per això mateix, va ordenar multitud d'execucions que van repercutir en les relacions amb els seus aliats, i l'oncle de Lluís I de Flandes va prestar homenatge a Eduard III d'Anglaterra el 1339, i Guy de Flandes va reaparèixer com aliat el 1340.
Deu anys després de la batalla, quan el Regne d'Anglaterra i el comtat de Flandes es van convertir en aliats, Eduard III va demanar disculpes per la seva acció i va recompensar al poble flamenc per la massacre.